# Arline Généreux
Marie Arline Généreux (1897-1987) est une artiste canadienne. Elle est principalement peintre, portratriste et dessinatrice. Généreux a également réalisé des estampes.
Son travail est présent dans les collections du Musée national des beaux-arts du Québec, Bibliothèque et Archives Canada (aquarelles et cartes de souhaits) et du Musée des beaux-arts du Canada.

## Études et carrière
Arline Généreux va être formée à l'École des Ursulines de Québec ainsi qu'à l'École des beaux-arts de Québec. Pendant six ans et demi, elle est secrétaire de l’agence de la province de Québec à New York. Durant cette période, elle consacre son temps de loisir aux arts. À son retour au Québec, elle va ramener des œuvres de galeries d'art new-yorkaises. Sa carrière va s'épanouir dans la région de Québec et de l'Île d'Orléans.

## Expositions
- 1936 : Arline Généreux.aquarelles, Morrin College[6]
- 1937 : Le Salon de Québec, École des beaux-arts de Québec
- 1942 : Arline Généreux, The Guild Gallery, New York
- 1948 : Arline Généreux. Pastels et aquarelles, Galerie L'Atelier, Québec[7]

## Illustrations

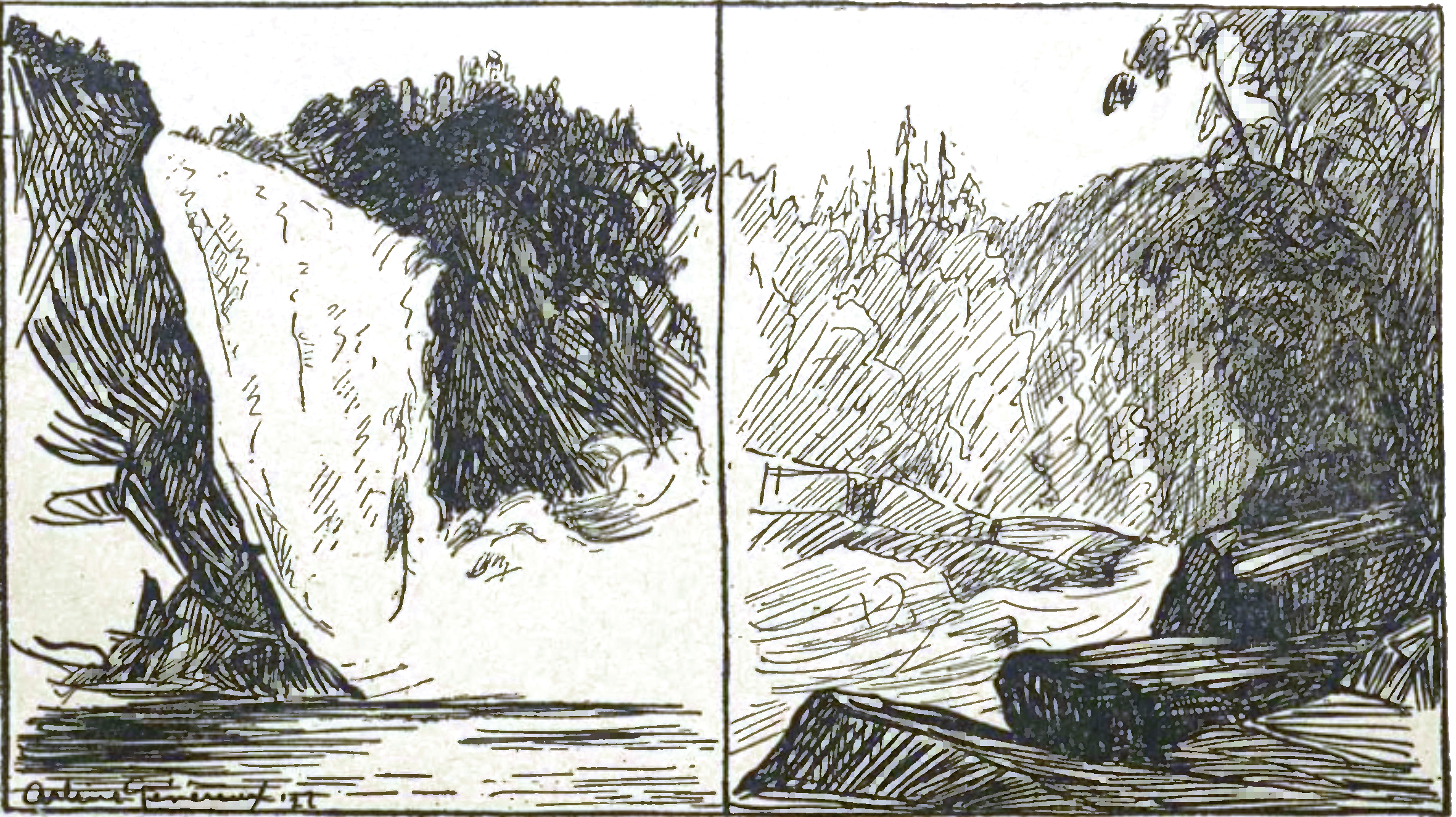
Maxine - Fées de la terre canadienne, 1932, illustration d'Arline Généreux à la page 126, (dessin réalisé en 1927)

- Maxine - Fées de la terre canadienne, 1932, illustration d'Arline Généreux à la page 126, (dessin réalisé en 1927)L'Ogre de Niagara, 1933[8]
- Fées de la terre canadienne, 1932[9]